# 川口市立川口総合高等学校
川口市立川口総合高等学校（かわぐちしりつ かわぐちそうごうこうとうがっこう）は、埼玉県川口市上青木三丁目にあった市立の高等学校。前身は川口市立川口女子高等学校（～1996年）。

## 設置学科
- 総合学科
  - 人文系列
  - 理数系列
  - 芸術映像系列
  - 情報ビジネス系列
  - 生活福祉系列

## 沿革
- 1929年 - 埼玉県川口実科高等女学校開校。
- 1933年4月 - 川口市青木町に移転。
- 1934年4月 - 埼玉県川口市立高等女学校と改称。
- 1941年4月 - 埼玉県川口高等女学校と改称。
- 1946年3月 - 新制高等学校に移行し、埼玉県川口女子高等学校となる。普通科・商業科・被服科を設置。
- 1951年4月 - 被服科を家庭科と改称。
- 1962年10月 - 家庭科を家政科と改称。
- 1964年12月 - 川口市立川口女子高等学校と改称。
- 1997年4月 - 川口市立川口総合高等学校と改称。総合学科設置、男女共学となる。
- 2018年3月 - 同年4月の川口市立高等学校開校に伴い、閉校。在学生は川口市立高等学校に転校する。

## 事件
2015年8月、運動部の女子生徒や保護者の女性らにわいせつ行為を行ったとして強制わいせつ罪の容疑で教諭を逮捕、容疑者の教諭は犯行を否認。
2016年11月、川口市教育委員会は、さいたま地裁で強制わいせつ罪で懲役2年6月の実刑判決を受けた同校教諭を同月17日付で懲戒免職処分。

## 著名な出身者
- 天園翔子 （元女優）
- キューティー鈴木 （元プロレスラー）

鈴木あや(モデル)
タカハシマイ(モデル、歌手)

## 交通
- (JR)西川口駅東口より徒歩20分またはバス8分、

西川08西川口駅東口→青木中央通り→総合高校→上青木交番→西川口駅東口(上青木循環・総合高校先行)
西川08西川口駅東口→塚越町→上青木交番→総合高校→青木中央通り→西川口駅東口（上青木循環・イオンモール川口キャラ先行）
西川09西川口駅東口→青木中央通り→総合高校正門→SKIPシティ→総合高校→青木中央通り→西川口駅東口(SKIPシティ循環・朝夕のみ運行)※
- 川口駅よりバス9分

川18鳩ヶ谷駅経由鳩ヶ谷公団住宅・
川19川口市立グリーンセンター経由戸塚安行駅・川20東川口駅南口・川23川口市立医療センター経由新井宿駅
- JR武蔵野線東川口駅南口：バス川20川口駅東口行
- 埼玉高速鉄道鳩ヶ谷駅･･徒歩20分：バス川18川口駅東口行
- 路線バスはすべて国際興業バスの総合高校停留所で下車※西川09は総合高校正門下車

## 市立高校再編
- 2012年5月、少子化による生徒減に対応するため、川口市より川口市立川口総合高等学校・川口市立川口高等学校・川口市立県陽高等学校の三校を統合廃止し、新たに一校を開校する「新校基本計画」が発表された。川口総合高校校地に校舎を新築するとともに第1グラウンドを設ける。市立川口高校校地は第2グラウンドに再整備される。県陽高校校地は跡地利用を検討する。三校は2017年度まで生徒募集を継続する[3]。
- 2018年4月1日に、川口市立高等学校が設置され再スタートを切る。

## 備考
- 制服は男女ともにブレザー。女子高時代はセーラー服だった。